# Eva Kotamanidou
Eva Kotamanidou (grekiska: Εύα Κοταμανίδου), född 16 mars 1936 i Aten, Grekland, död 26 november 2020, var en grekisk skådespelerska.

## Roller (i urval)
- (2004) - Tårarnas äng
- (1995) - To Vlemma Tou Odyssea
- (1992) - Donusa

## Fotnoter
1. ↑  Internet Movie Database, IMDb-ID: nm0467615co0047972, läst: 10 januari 2016.[källa från Wikidata]
2. ↑  Katalog der Deutschen Nationalbibliothek, Deutsche Nationalbibliotheks katalog-id-nummer: 16018584X, läst: 10 juni 2020.[källa från Wikidata]
3. ↑  Hellenska parlamentet, läst: 23 april 2022.[källa från Wikidata]